# Prager Handgriff (Band)
Prager Handgriff ist ein deutschsprachiges Musikprojekt aus dem Elektro-Umfeld, das 1990 von Stefan Schäfer und Volker Rathmann in Witten gegründet wurde.

## Geschichte
Im April 1993 erschien das Debüt Arglistige Täuschung als Weiterentwicklung ihres Musikstils, der sich bis dahin in vier Demo-Tapes sowie in mehreren Compilation-Beiträgen niederschlug. Ein Jahr später folgte der zweite Longplayer Täterschaft & Teilnahme, mit dem sich Prager Handgriff in der deutschen Elektro-Szene etablieren konnte und aufgrund der aktuellen textlichen Bezüge zum politischen Geschehen und der Nutzung eines tiefen, deutschsprachigen Männergesangs die Neue Deutsche Härte auf elektronischer Basis vorwegnahm.
Im Jahr 2005 veröffentlichte die Band mit Handarbeiten eine Best-Of-Doppel-CD als Rückschau auf ihr bisheriges Schaffen.
Am 21. Februar 2011 erschien ihr Album Arbeit, Sport und Spiel beim neuen Label Electric Tremor Dessau, welches nach langer Zeit wieder ausschließlich neues Material enthält.
Am 27. Februar 2015 schließlich erscheint zum 25-jährigen Bestehen der Band eine neue CD mit dem Titel Roburit bei Infacted Recordings.

## Diskografie

### Studioalben
- 1993: Arglistige Täuschung
- 1994: Täterschaft & Teilnahme
- 1995: Maschinensturm
- 1996: Schlagende Wetter
- 1998: XV Jahre E.P.
- 1999: Schindluder
- 2000: Fossile Brennstoffe
- 2002: 1000 Feuer
- 2005: Handarbeiten
- 2011: Arbeit, Sport und Spiel
- 2011: Arglistige Täuschung (Re-Release)
- 2015: Roburit
- 2022: Das letzte Gefecht

### Tapes
- 1990: Rückstand aus Vormonaten
- 1991: Nasciturus
- 1992: Retorsion
- 1992: Live
- 1995: Maschinensturm Live

### Kompilationen
- 1991: Forms of EBM Volume 2
- 1991: ReBeat
- 1992: Art & Dance Volume 3
- 1993: Art & Dance Volume 3 (Live)
- 1993: Celtic Circle Sampler Part I
- 1994: Undercover Volume 2
- 1994: Art & Dance Volume 6
- 1998: Electrocity Volume 10
- 1998: Sound-Line Vol.6
- 1998: Wellenreiter in Schwarz Volume 3
- 1999: Bodyhorsts Popshow Vol.2
- 1999: ZilloScope 4/99
- 1999: Wellenreiter in Schwarz Volume 4
- 1999: Schlecht und ironisch
- 2000: Naked Noise & Silent Dreams
- 2001: Nachtfarben
- 2001: Zillo Dark Summer
- 2006: Hymns of Steel
- 2009: EBM Collection Vol.1 (Vinyl)
- 2011: Electronic Body Matrix 1